# Samrala
Samrala é uma cidade  no distrito de Ludhiana, no estado indiano de Punjab.

## Geografia
Samrala está localizada a 30° 50′ N, 76° 11′ L. Tem uma altitude média de 249 metros (816 pés).

## Demografia
Segundo o censo de 2001, Samrala tinha uma população de 17,610 habitantes. Os indivíduos do sexo masculino constituem 53% da população e os do sexo feminino 47%. Samrala tem uma taxa de literacia de 72%, superior à média nacional de 59.5%: a literacia no sexo masculino é de 76% e no sexo feminino é de 68%. Em Samrala, 12% da população está abaixo dos 6 anos de idade.